# Jamu
Nubvoserre Jaammu, znan tudi kot Jamu, Džamu in Džaam, je bil vladar v drugem vmesnem obdobju Egipta. Bil je azijskega porekla. Običajno se ga uvršča v Šestnajsto dinastijo, Kim Ryholt pa je na podlagi svojih raziskav leta 1997 predlagal, da se ga uvrsti v Štirinajsto dinastijo.

## Prepoznavanje
Jamu je svoje prestolno ime Nubvoserre včasih pisal v kartuši, ki je bila posebna pravica faraonov. Svojega osebnega imena nikoli ni pisal v kartuši. Naslavljal se je preprosto  »sin Raja, Jamu«.
Za Jamuja ni nobenega neposrednega dokaza, da je bilo njegovo prestolno ime Nubvoserre. Torinski seznam kraljev je na mestu, kjer bi moral biti Jamu, poškodovan in zato kot dokaz neuporaben. Dokazan bi lahko bil na 26 precej grobih pečatih v vbliki skarabeja. Na devetnajstih se imenuje Nubvoserre, na sedmih pa Jamu. Ryholt je iz tega zaključil, da je vladal okoli deset let od 1780-1770 pr. n. št. Dogodki med njegovim vladanjem so popolna neznanka. 
Izraelski egiptolog Raphael Giveon Jamuja istoveti z njegovim domnevnim predhodnikom Jakbimom.